# 北近江秀吉博覧会
北近江秀吉博覧会（きたおうみひでよしはくらんかい）は、1996年（平成8年）に滋賀県長浜市で開催された地方博覧会。

## 概要
- 開催期間 - 1996年4月7日から11月30日まで
- 会場 - 長浜市街地・琵琶湖湖北一帯
- テーマ - 「変革と自由」
- マスコット - 「ひでよし」
- 入場料 - 三会場共通券……大人1000円（前売900円）小中学生600円（前売500円）

　　　　　　　　中央会場単独券……大人700円　小中学生500円
- 主催 - 北近江秀吉博覧会実行委員会

## 各会場
中央会場
- テーマ：「歴史メッセージ『秀吉の夢』」
- 長浜駅から徒歩5分の市街地の真ん中にあり、旧映画館と商家の建物を利用したパビリオン。NHK大河ドラマ「秀吉」とタイアップ。
- 「ドリームキューブ」は、大型マルチスクリーンの映像とともに、音と光のページェントを繰りひろげる。
- 「大河ドラマ体験ヤード」は、ロケ風景などの紹介。
- 湖北・長浜の特産品やオリジナルグッズを販売する「物産販売・観光情報紹介コーナー」、軽食サービスなどが行われる「レストコーナー」がある。

大通寺会場
- テーマ：「王国を夢見た人」
- 豊臣秀吉と蓮如を中心に、湖北で青春を生き、天下を夢見た人々を紹介する。

長浜城歴史博物館
- テーマ：「秀吉出世城物語」
- 秀吉ゆかりの合戦図屏風や肖像画などの企画展を行った。

## 参考資料
- 「北近江秀吉博覧会」パンフレット各種